# Julius Bretz
Julius Bretz (né le 26 janvier 1870 à Wiesbaden et mort le 26 décembre 1953 à Bad Honnef) est un peintre paysagiste allemand des écoles de Düsseldorf et de La Haye, lithographe et l'un des fondateurs du Sonderbund de Düsseldorf.

## Biographie
Peu de temps après sa naissance de Julius Bretz, son père décède et sa mère déménage avec lui à Düsseldorf. Il commencé à étudier la peinture à l'Académie des beaux-arts de Düsseldorf, mais il y est rapidement renvoyé pour manque de talent. Il prend ensuite des cours particuliers avec Helmuth Liesegang. Au cours de ses études à Düsseldorf et par la suite, il se rend plusieurs fois en Hollande pour quelques mois. Il y travaille avec le peintre de marine Hendrik Willem Mesdag en 1890. Il reçoit également sa formation graphique d'un représentant de l'école de La Haye, le lithographe Jacob Maris.
En 1898, Julius Bretz se marie et déménage avec sa femme à Donrath près de Siegburg. Pendant ce temps, Bretz maintient le contact avec ses collègues peintres à Düsseldorf, Cologne et Bonn. En 1902, après un incendie dans la maison de Donrath et la perte d'une grande partie de ses premiers travaux, la famille déménage à Düsseldorf, où Julius Bretz installe un studio. Il devient membre de l'association des artistes Malkasten et membre de l'Association des artistes de Cologne. Les opportunités d'exposition qui lui sont associées sont rapidement payantes pour lui et, à partir de 1904, il obtient des succès commerciaux notables. Bretz voyage de nouveau en Hollande pendant des mois et essaye de peindre à nouveau ses premières œuvres sur place.
En 1909, il travaille sur le manifeste fondateur du Sonderbund Westdeutscher Kunstfreunde und Künstler et participe aux expositions annuelles du Sonderbund à Düsseldorf jusqu'en 1911 et à Cologne en 1912.
Pendant la Première Guerre mondiale, Bretz travaille comme dessinateur technique (dessinateur) dans l'industrie des métaux légers. En 1917, il est nommé membre extraordinaire de l'Académie de Düsseldorf en raison de ses services et il s'est vu proposer l'adhésion à l' Association des artistes de Bonn à partir de 1914.
En 1921 Bretz hérite d'une maison à Bad Honnef (au 19 Luisenstrasse), dans laquelle il habite jusqu'à sa mort.
En 1928, Julius Bretz fonde la Sécession rhénane, réunion du Groupe Rhin et de La Jeune Rhénanie, avec quelques amis peintres, afin de bénéficier de financements publics, notamment pour des expositions gratuites, indépendamment des institutions artistiques, leur candidature et leur système de jury., À Düsseldorf. En 1936, il reçoit le prix Cornelius (de) de la ville de Düsseldorf.
Lorsque Hitler est arrivé au pouvoir en 1933 et qu'il devient évident que les différentes tendances et styles artistiques seraient alignés dans le sens d'un art allemand, il demande très tôt à devenir membre de la Chambre des beaux-arts du Reich à Berlin. La demande est acceptée. Lorsque les lois raciales de Nuremberg sont promulguées en 1935, Bretz est affecté. Sa femme et sa fille sont à moitié juives. Des poursuites formelles sont engagées contre lui et il est expulsé de la Chambre du Reich et reçoit en fait une interdiction professionnelle et donc également une interdiction d'exposition. La « Sécession rhénane » est dissoute par arrêté en 1938. Lorsque la guerre éclate en 1939, Julius Bretz se cache avec sa femme et sa fille chez des amis jusqu'à la fin de la Seconde Guerre mondiale.
Peu de temps après son retour en Allemagne, Bretz est l'un des 204 artistes visuels qui sont soutenus par le financement d'achats de l'État de Rhénanie du Nord-Westphalie. Julius Bretz est membre honoraire de l'Association des artistes de Malkasten en 1947 et en février 1949, il devient le premier des artistes de Rhénanie du Nord-Westphalie à recevoir plus de 1 000 DM pour l'achat d'un de ses tableaux.
Fin 1953, Julius Bretz décède à l'âge de près de 84 ans. Il est enterré au cimetière de Bad Honnef.

## Réalisations
Bretz émerge exclusivement comme peintre et dessinateur de paysages et de morceaux de fleurs. Il se considère comme un autodidacte et se trouve en dehors de la polarité de la tradition et de la modernité.

### Sonderbund
Bretz est particulièrement important en raison de son rôle dans la fondation du Sonderbund, qui semble initialement n'être qu'une des nombreuses associations d'exposition à Düsseldorf. Sous le simple nom d'une exposition spéciale à la Galerie d'art de Düsseldorf (de) en 1908, Bretz, Max Clarenbach, Joseph Maria Olbrich, Walter Ophey, Wilhelm Schmurr, Alfred Sohn-Rethel (1875-1958) et son frère Otto y participent. À l'exception d'Olbrich, l'architecte du grand magasin Tietz, qui est alors en construction à Düsseldorf, tous ont étudié à l'Académie de Düsseldorf. Lors d'une deuxième exposition, qui a lieu à nouveau à la Kunsthalle Düsseldorf en 1909, le groupe s'appelle pour la première fois le « Sonderbund ». Les peintres Otto von Wätjen et Ernst te Peerdt ainsi que deux professeurs de l'École des arts appliqués de Düsseldorf (de), le sculpteur Rudolf Bosselt et le graphiste Fritz Helmuth Ehmcke, ont déjà rejoint ce groupe. Le peintre Christian Rohlfs ne rejoint le Sonderbund que pendant l'exposition ; le peintre Max Liebermann n'y participe qu'en tant qu'invité. Dans cette exposition, leurs œuvres sont volontairement contrastées avec les œuvres des artistes français Paul Cézanne, Vincent van Gogh, Claude Monet, Camille Pissarro, Pierre-Auguste Renoir, Georges Seurat, Paul Signac, Alfred Sisley et Édouard Vuillard, une nouveauté dans le Système d'exposition de Düsseldorf, qui a montré des œuvres de l'avant-garde internationale dans la séparation spatiale des nations en 1892 chez le marchand d'art Eduard Schulte et en 1904 au Palais des Arts. La galerie Eduard-Schulte montre ensuite l'exposition Sonderbund de 1909 dans sa galerie berlinoise, où la presse parle des « sécessionnistes de la vieille ville picturale » qui conduisent assidûment à Paris et savent exactement ce qui est important. D'autres expositions suivent (Palais des Arts 1910, Galerie d'art 1911), qui comparent l'art allemand et français. Aujourd'hui, ces événements sont perçus comme le signe d'une connexion entre les artistes rhénans et l'art moderne ainsi que d'une entrée dans l'internationalisation, le pluralisme stylistique et l'individualisation des acteurs de la scène artistique rhénane.

## Œuvres notables
- Dorf im Siebengebirge, Öl auf Holz, keine Jahresangabe, Sammlung RheinRomantik, Bonn
- Windmühle am Kanal, Öl auf Leinwand, 1905
- Meereslandschaft, Farbkreiden auf Zeichenpapier, 1921
- Scheune in Harperscheid, Öl auf Holz, 1937
- Moorlandschaft mit Kate im Frühling, Öl auf Holzfaserplatte, 1950
- Parkansicht, Tuschzeichnung auf Zeichenkarton, 1945
- Weisser Mohn, Öl auf Leinwand, keine Jahresangabe, 1949 vom Kultusministerium des Landes Nordrhein-Westfalen angekauft, Düsseldorf

D'autres œuvres de Julius Bretz sont achetées par le musée Wallraf Richartz de Cologne, la Barmer Ruhmeshalle (de) et la Kunsthaus Zürich. 

## Expositions notables
- 1892-1896 : Berlin
- 1901 : Dresde
- 1907 : Munich, Düsseldorf
- 1908 : Exposition spéciale, Galerie d'art de Düsseldorf (de)
- 1909 : Participation à la première exposition Sonderbund, Kunsthalle Düsseldorf
- 1912 : Exposition internationale d'art du Sonderbund des amis de l'art et des artistes ouest-allemands à Cologne
- 1919 : Exposition personnelle à la Galerie Flechtheim, Düsseldorf [4]
- 1947 : Participation à l'exposition Association des artistes ouest-allemands (de), musée Karl Ernst Osthaus à Hagen
- 1949 : Peinture et sculpture allemandes du présent, "Maison des États" de la foire de Cologne
- 1950 : Exposition d'honneur pour le quatre-vingtième anniversaire de Julius Bretz, Kölnischer Kunstverein
- 1965 : Rétrospective pour les 95 ans de Julius Bretz, Galerie Paffrath, Düsseldorf
- 1970 : Julius Bretz - dessins, pastels, peintures, Clemens-Sels-Museum, Neuss

## Récompenses
- 1936 : Prix Cornelius de la Ville de Düsseldorf
- 1953 : Grand Prix d'Art de l'État de Rhénanie du Nord-Westphalie (de)
- 1953 : Grand-Croix de l'Ordre du Mérite de la République fédérale d'Allemagne